# Épouse du président de la République italienne
Accompagnatrice du président de la République italienne
L'épouse du président de la République italienne (Consorte del Presidente della Repubblica Italiana) est une femme considérée comme la « Première dame » de l'Italie compte tenu du lien familial ou social qui l'unit au chef de l'État italien.
Sans prérogative politique ou constitutionnelle, elle peut accompagner le président de la République pour des manifestations officielles et détient donc un rôle protocolaire dans le pays comme à l'étranger. Elle est aussi considérée comme l'hôtesse du palais du Quirinal, où elle peut résider. 
Le rôle de compagne présidentielle n'est pas forcément attribué à l'épouse du chef de l'État : en effet, si ce dernier devait être célibataire ou veuf, une femme de son entourage peut se voir confier la charge de l'accompagner dans le cadre de ses activités. Depuis 2015, Laura Mattarella remplit donc un devoir de représentation auprès de son père, dont l'épouse est décédée en 2012.

## Historique

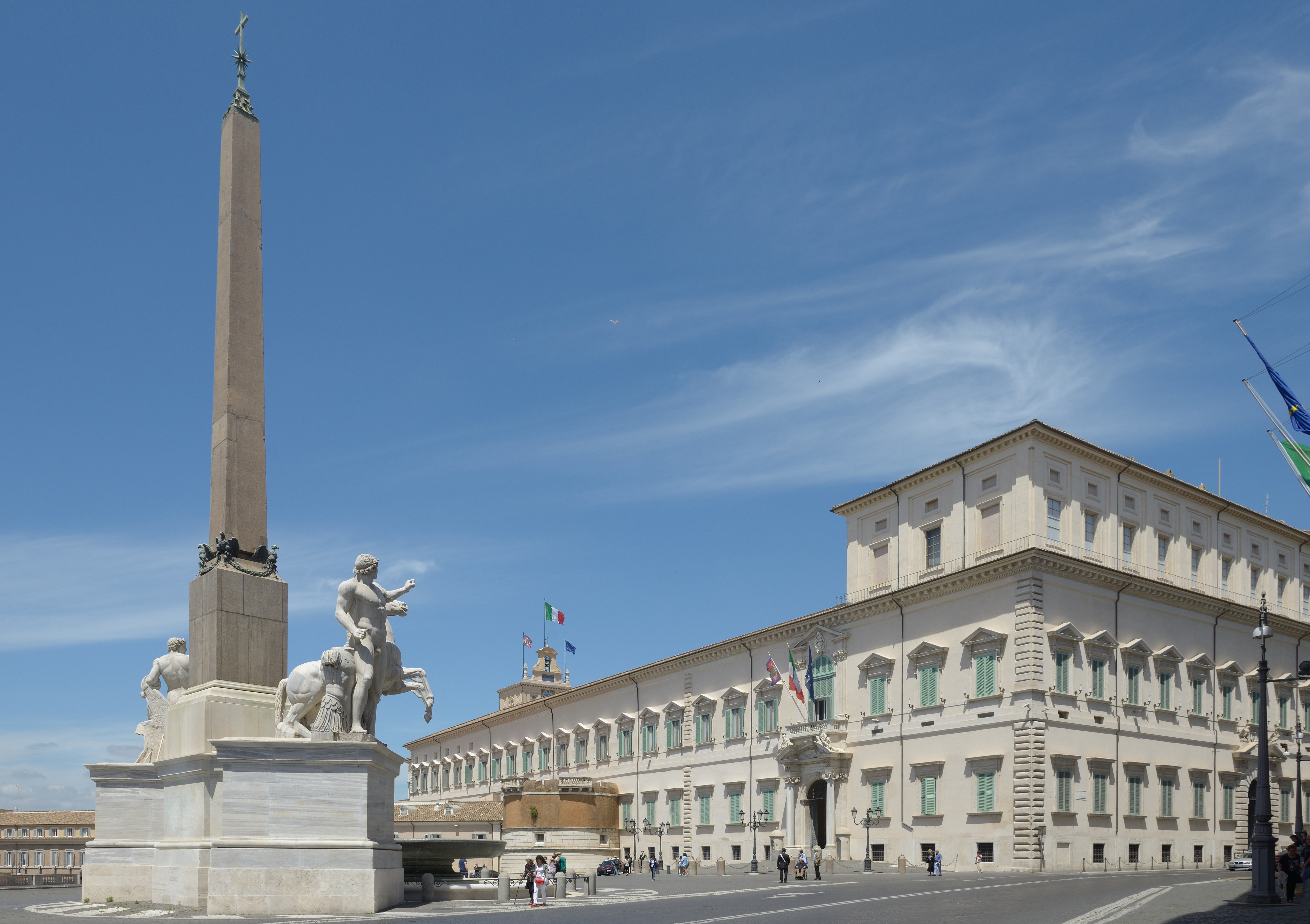
Le palais du Quirinal, résidence du président de la République italienne.

Enrico De Nicola, premier chef de l'État républicain, n'était pas marié lorsqu'il prit ses fonctions. Il fallut attendre l'investiture de l'ancien gouverneur de la Banque d'Italie, Luigi Einaudi, en 1948, pour constater la présence d'une femme au côté du chef de l'État, en la personne de la comtesse Ida Pellegrini, alors surnommée « Donna Ida » ; le couple Einaudi fut, par ailleurs, le premier couple présidentiel ayant vécu au palais du Quirinal, l'ancienne résidence des rois d'Italie.
Le président Giovanni Gronchi, lui, fut marié à une femme de vingt-cinq ans sa cadette, Carla Bissatini ; celle-ci, contrairement à l'épouse de l'ancien président Einaudi, assuma pleinement son rôle de compagne officielle, s'affichant régulièrement au côté de son époux, lors des dîners officiels et visites d'État.
Lors du court séjour, de 1962 à 1964, du président Antonio Segni au Quirinal, le rôle de l'épouse du chef de l'État se fit plus protocolaire, Laura Segni n'apparaissant qu'à l'occasion de certaines circonstances.
Avec l'élection de Giuseppe Saragat à la présidence de la République, en 1964, ce fut un veuf qui prit ses marques au Quirinal : en effet, son épouse, Giuseppina décédée en 1962, en conséquence, ce fut la fille du président, Ernestina, qui tint officiellement le rôle de compagne du chef de l'État lors des cérémonies officielles ou des voyages présidentiels, bien que celle-ci préféra l'ombre, comme l'épouse du prédécesseur de son père.
L'épouse de Giovanni Leone, Vittoria Micchitto, sembla profiter de l'essor des télévisions et de la presse photographique pour assumer son rôle de première dame.
En 1978, Carla Voltolina Pertini, une ancienne Résistante, semblait vouloir fuir son statut d'épouse du président de la République, celle-ci évitant, de manière générale, d'apparaître régulièrement, se contentant de s'effacer derrière la popularité de son époux, le président Sandro Pertini. Le couple présidentiel avait d'ailleurs conservé l'usage de son domicile personnel, situé face à la fontaine de Trevi de Rome, sans habiter à la résidence présidentiel du Quirinal.
L'épouse de Francesco Cossiga, Giuseppa, n'est jamais apparue au côté de son mari et refusait de venir au palais du Quirinal. De toute manière, le couple vivait séparé depuis plusieurs années. Le divorce des époux Cossiga sera d'ailleurs prononcé en 1998, six ans après la fin de son septennat.
Tout comme son lointain prédécesseur Saragat, ce fut un veuf qui fut élu président de la République, en 1992, en la personne d'Oscar Luigi Scalfaro ; celui-ci vivait, en effet, seul en compagnie de sa fille, Marianna, qui fit office, en conséquence, de compagne officielle du chef de l'État et vivait en sa compagnie, dans les appartements présidentiels du Quirinal.
En 1999, Franca Pilla Ciampi entendait participer au débat public, notamment lorsqu'elle dénonçait les « émissions de télévision débiles » qui reflétaient un mauvais modèle pour la jeunesse.
En 2006, à la suite de l'élection de son époux, Giorgio Napolitano, à la présidence de la République, Clio Maria Bittoni, ancienne avocate de profession, tenait le rôle d'hôtesse du Quirinal sans chercher la notoriété que pouvait avoir Franca Ciampi. Il est à noter qu'elle est aussi l'épouse du premier président réélu de l'histoire républicaine italienne, en la personne du président Napolitano.
Depuis le 14 janvier 2015 et la démission de Giorgio Napolitano, cette situation est vacante : le nouveau président de la République, Sergio Mattarella, étant veuf depuis 2012, c'est un homme seul qui vit au Quirinal, ce qui ne s'était pas produit depuis Oscar Luigi Scalfaro. C'est sa fille, Laura, qui accompagne occasionnellement le chef de l'État lorsque cela semble nécessaire.

## Liste
| # | Nom usuel            | Portrait | Président de la République (époux) | Période                                                     |
| - | -------------------- | -------- | ---------------------------------- | ----------------------------------------------------------- |
| - | Célibataire          |          | Enrico De Nicola                   | 1er juillet 1946 – 11 mai 1948 (1 an, 10 mois et 10 jours)  |
| 1 | Ida Pellegrini       |          | Luigi Einaudi                      | 11 mai 1948 – 11 mai 1955 (7 ans)                           |
| 2 | Carla Bissatini      |          | Giovanni Gronchi                   | 11 mai 1955 – 11 mai 1962 (7 ans)                           |
| 3 | Laura Carta Camprino |          | Antonio Segni                      | 11 mai 1962 – 6 décembre 1964 (2 ans, 6 mois et 25 jours)   |
| - | Veuf                 |          | Giuseppe Saragat                   | 29 décembre 1964 – 29 décembre 1971 (7 ans)                 |
| 4 | Vittoria Micchitto   |          | Giovanni Leone                     | 29 décembre 1971 – 15 juin 1978 (6 ans, 5 mois et 17 jours) |
| 5 | Carla Voltolina      |          | Sandro Pertini                     | 9 juillet 1978 – 29 juin 1985 (6 ans, 11 mois et 20 jours)  |
| 6 | Giuseppa Sigurani    |          | Francesco Cossiga                  | 3 juillet 1985 – 28 avril 1992 (6 ans, 9 mois et 25 jours)  |
| - | Veuf                 |          | Oscar Luigi Scalfaro               | 28 mai 1992 – 15 mai 1999 (6 ans, 11 mois et 17 jours)      |
| 7 | Franca Pilla         |          | Carlo Azeglio Ciampi               | 18 mai 1999 – 15 mai 2006 (6 ans, 11 mois et 27 jours)      |
| 8 | Clio Bittoni         |          | Giorgio Napolitano                 | 15 mai 2006 – 14 janvier 2015 (8 ans, 7 mois et 30 jours)   |
| - | Veuf                 |          | Sergio Mattarella                  | Depuis le 3 février 2015 (10 ans, 5 mois et 19 jours)       |